# USS Seawolf (SSN-21)
El USS Seawolf (SSN-21) de la Armada de los Estados Unidos es la cabeza de serie su clase de submarinos nucleares. Fue colocada su quilla en 1989, fue botado en 1995 en General Dynamics Electric Boat y comisionado en 1997. Es el primer submarino de diseño completamente nuevo desde la clase Skipjack.

## Construcción y características
Fue ordenado en enero de 1989. Colocada la quilla el 25 de octubre de 1989, fue botado el 24 de junio de 1995 por General Dynamics Electric Boat (Groton, Connecticut) y comisionado el 19 de julio de 1997.

### Características
Es un submarino SSN de 7460 t de desplazamiento (superficie) y 9137 t (sumergido); 107 m de eslora, 12 m de manga y 20 m de calado; propulsión nuclear con 1 reactor S6W (velocidad máxima 35 nudos sumergido, profundidad máxima 610 m). De armamento carga 8× tubos lanzatorpedos de 660 mm, con torpedos antisubmarinos Mk-48; o misiles antibuque Harpoon; o misiles de crucero Tomahawk.

## Historia de servicio
El submarino USS Seawolf realizó su primer viaje en junio de 2001.